# San Juan Atepec
San Juan Atepec är en ort i Mexiko.   Den ligger i kommunen San Juan Atepec och delstaten Oaxaca, i den sydöstra delen av landet, 400 km sydost om huvudstaden Mexico City. San Juan Atepec ligger 2 028 meter över havet och antalet invånare är 1 301.
Terrängen runt San Juan Atepec är bergig västerut, men österut är den kuperad. Terrängen runt San Juan Atepec sluttar västerut. Runt San Juan Atepec är det glesbefolkat, med 12 invånare per kvadratkilometer. Närmaste större samhälle är San Miguel Aloápam, 16,2 km väster om San Juan Atepec. I omgivningarna runt San Juan Atepec växer i huvudsak blandskog.